# توتو لیمیتد
توتو لیمیتد (انگلیسی: Toto Ltd.) شرکت سرامیک ژاپنی است، که در سال ۱۹۱۷ تأسیس شد.